# Sant Joan de Cervera
Sant Joan de Cervera és una obra situada a Cervera (Segarra) i inclosa a l'Inventari del Patrimoni Arquitectònic de Catalunya.

## Descripció
Antiga església de Sant Joan de Jerusalem, de la que es conserva la façana posterior. El mur és de paredat i una part de carreus. En aquesta paret s'obren dues finestres quadrades de diferents mides, una d'elles amb reixa. També presenta dues finestres el·líptiques i a la part superior una espadanya amb dues finestres, on anaven col·locades les campanes.
A l'interior de la casa de cultura hi ha el portal de l'església, de carreu de pedra, rectangular i amb columnes nervades esculpides i llinda del mateix estil. A sobre la llinda hi ha una gran conquilla amb motllura protectora. Ambdues bandes del portal presenten les imatges esculpides en pedra de dos àngels infants en actitud de sostenir les columnes.

## Història
Aquest mur i la porta es conservà gràcies a Jaume Pedró, encarregat de fer obres a la Casa de Cultura, antic col·legi de noies.